# وسط خال
وسط خال (به هندی: Saand Ki Aankh) یا چشم گاو فیلمی محصول سال ۲۰۱۵ و به کارگردانی توشار هیراناندانی است. در این فیلم بازیگرانی همچون تاپسی پانو، بومی پدنکار، پراکاش جیها، وینیت کومار، سارا آرجون و شاد راندهاوا ایفای نقش کرده‌اند.